# Április 29.
Április 29. az év 119. (szökőévben 120.) napja a Gergely-naptár szerint. Az évből még 246 nap van hátra.
Névnapok: Péter + Antónia, Hugó, Kata, Katalin, Katarina, Katerina, Katrin, Pető, Rege, Róbert, Roberta, Robertó, Robin, Robina, Robinetta, Robinzon, Tertullia, Tihamér

## Események

### Politikai események
- 1912 – Kínában kihirdetik a köztársasági alkotmányt, véget ér a császárságot elsöprő forradalom.
- 1945 – Amerikai csapatok felszabadítják a dachaui koncentrációs tábort.
- 2006 – Teherán bejelenti, hogy elfogadja a Nemzetközi Atomenergia-ügynökség (International Atomic Energy Agency – IAEA) felügyeletét, amennyiben Irán atomprogramjának ügye visszakerül az ENSZ Biztonsági Tanácsától a bécsi székhelyű szervezethez.
- 2008 – Oroszország megnöveli békefenntartó kontingensének létszámát Dél-Oszétiában, mivel a régió konfliktuszónájában kiéleződött a helyzet.

### Tudományos és gazdasági események
- 1885 – Első alkalommal vizsgázik nő az Oxfordi Egyetemen.
- 1979 – Útjára indul az első szegedi trolibusz.

### Kulturális események
- 2008 – Megjelenik a legújabb GTA sorozat, a GTA IV.

#### Zenei események
- 2009 – Cecilia Bartoli első magyarországi hangversenye a Magyar Állami Operaházban.

### Sportesemények
Formula–1
- 1973 –  spanyol nagydíj, Montjuich Park – Győztes: Emerson Fittipaldi  (Lotus Ford)
- 1979 –  spanyol nagydíj, Jarama – Győztes: Patrick Depailler  (Ligier Ford)
- 1984 –  belga nagydíj, Zolder – Győztes: Michele Alboreto  (Ferrari Turbo)
- 2001 –  spanyol nagydíj, Barcelona – Győztes: Michael Schumacher  (Ferrari)
- 2018 –  azeri nagydíj,Baku City Circuit – Győztes:Lewis Hamilton(Mercedes AMG F1)

### Egyéb események

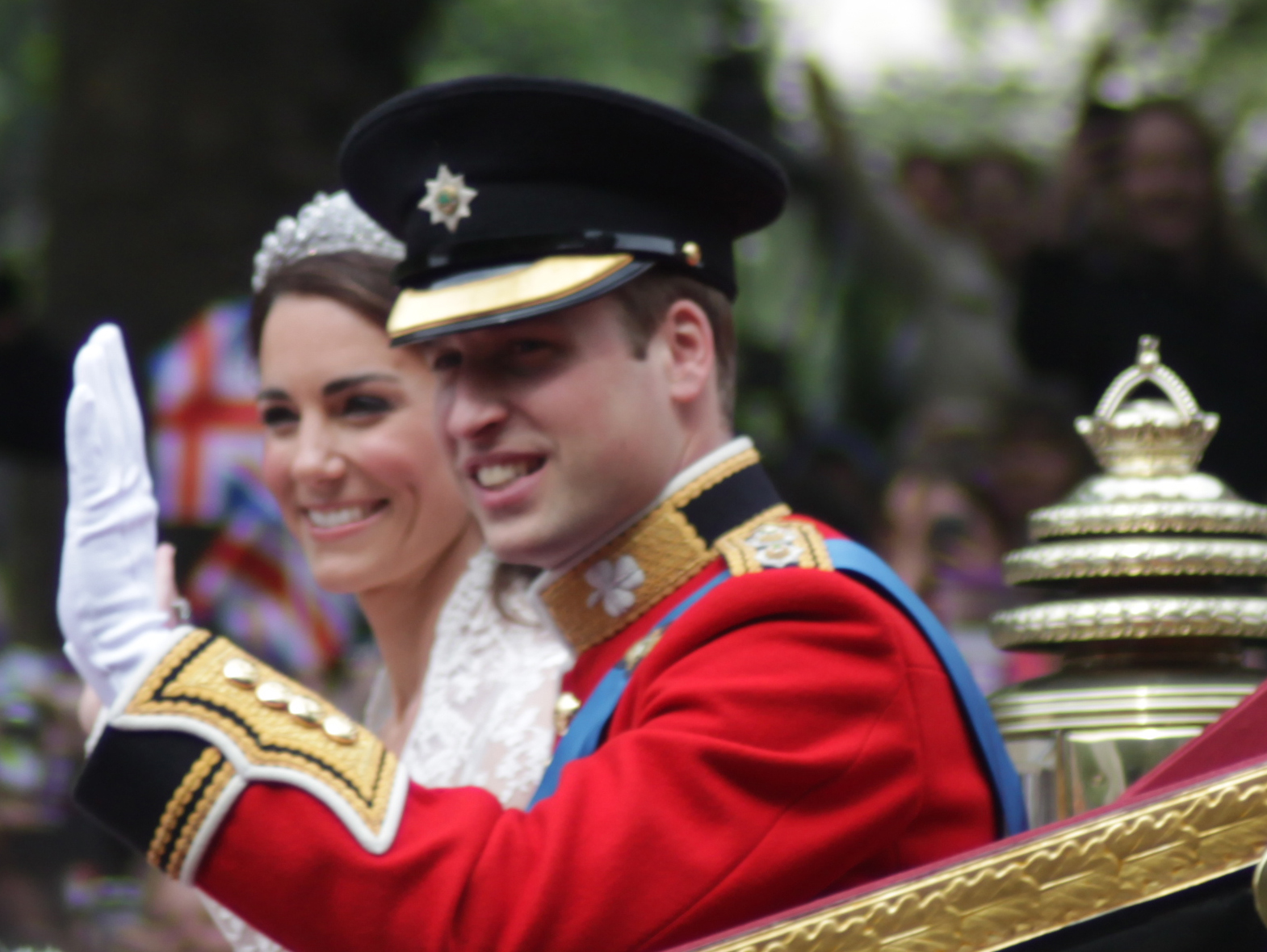
Vilmos herceg és Kate Middleton röviddel az esküvő után

- 2011 – Vilmos cambridge-i herceg és Kate Middleton esküvője.

## Születések
- 1818 – II. Sándor orosz cár († 1881)
- 1837 – Georges Boulanger francia tábornok, jobboldali politikus († 1891)
- 1863 – William Randolph Hearst amerikai üzletember, sajtómágnás († 1951).
- 1863 – Kollányi Ferenc egyháztörténész, könyvtáros, levéltáros, az MTA tagja († 1933)
- 1863 – Konsztandínosz Kaváfisz görög költő († 1933)
- 1865 – Jankovich Béla oktatáspolitikus, közgazdász, az MTA tagja, 1913-17 között Magyarország vallás- és közoktatásügyi minisztere († 1939)
- 1867 – Fényes Adolf magyar festőművész († 1945)
- 1870 – Sávoly Ferenc magyar meteorológus, a magyarországi agrometeorológia megalapozója († 1938)
- 1876 – Zauditu etióp császárnő († 1930)
- 1877 – Patacsi Dénes magyar gazdálkodó, politikus, országgyűlési képviselő, államtitkár († 1957)
- 1885 – Egon Erwin Kisch cseh származású, német nyelvű újságíró († 1948)
- 1889 – Fekete László magyar fényképész, filmoperatőr († 1946)
- 1893 – Harold Urey Nobel-díjas amerikai vegyész († 1981)
- 1894 – Kovács Sándor katolikus pap, újságíró, országgyűlési képviselő († 1942)
- 1895 – Kőmíves Erzsi magyar színésznő († 1978)
- 1897 – Georgij Szemjonovics Spagin szovjet fegyvertervező († 1953)
- 1899 – Duke Ellington amerikai zeneszerző, zongorista, zenekarvezető († 1974)
- 1900 – Götz Gusztáv magyar evezős, Európa-bajnok († 1970)
- 1901 – Hirohito császár Japán uralkodója, tengerbiológus († 1989)
- 1907 – Mike Burch (Michael Burch) amerikai autóversenyző († 1981)
- 1910 – Hollós Melitta magyar színésznő († 2002)
- 1916 – Cal Niday (Calvin Niday) amerikai autóversenyző († 1988)
- 1920 – Bizse János magyar festőművész, rajzpedagógus († 1981)
- 1930 – Jean Rochefort francia színész († 2017)
- 1931 – Hédervári Péter geológus, amatőrcsillagász, író, újságíró († 1984)
- 1937 – Hugh Dibley brit autóversenyző
- 1939 – Eleki János agrármérnök, miniszterhelyettes, országgyűlési képviselő (1980–1990), az Elnöki Tanács tagja (1985–1990) († 2020)
- 1941 – Kovács Péter Ferenczy Noémi-díjas magyar iparművész, textilművész († 2021)
- 1944 – Iglódi István Kossuth- és kétszeres Jászai Mari-díjas magyar színművész, rendező, érdemes művész († 2009)
- 1949 – Pannonhalmi Zsuzsa Ferenczy Noémi-díjas keramikus
- 1949 – Luis Miguel Cintra portugál színész
- 1951 – Dale Earnhardt amerikai autóversenyző († 2001)
- 1953 – Egri Kati Jászai Mari-díjas magyar színésznő
- 1955 – Kate Mulgrew amerikai színésznő
- 1955 – Máté Gábor Kossuth-díjas magyar színész, színigazgató
- 1957 – Daniel Day-Lewis háromszoros Oscar-díjas brit-ír kettős állampolgárságú ír színész
- 1958 – Michelle Pfeiffer Golden Globe-díjas amerikai filmszínésznő
- 1959 – Dajka László magyar labdarúgó, edző
- 1961 – Juhász György magyar színész
- 1964 – Federico Castelluccio, olasz-amerikai színész, festőművész
- 1964 – Varnus Xavér magyar orgonaművész, író
- 1967 – Ábrahám Attila olimpiai bajnok kajakozó, sportvezető
- 1970 – Andre Agassi amerikai teniszező
- 1970 – Uma Thurman amerikai filmszínésznő
- 1973 – David Belle francia színész, kaszkadőr
- 1973 – Pelsőczy Réka Jászai Mari-díjas magyar színésznő, színházi rendező
- 1978 – Baranyai Tibor magyar labdarúgó
- 1981 – Brian Dzingai zimbabwei atléta
- 1981 – Gémes Antos magyar színész
- 1983 – Sam Jones III amerikai színész
- 1983 – Semih Şentürk török labdarúgó
- 1986 - Botlik Mátyás magyar zenész, dobos
- 1987 – Sara Errani olasz teniszezőnő
- 1988 – Jonathan Toews kanadai jégkorongozó
- 1994 – Hajdu Péter István magyar színész

## Halálozások
- 1380 – Sziénai Szent Katalin Olaszország és Európa egyik védőszentje, egyházdoktor (* 1347)
- 1880 – Franz Eybl osztrák biedermeier festő (* 1806)
- 1916 – Jørgen Pedersen Gram dán matematikus, a Gram–Schmidt-eljárás névadója (* 1850)
- 1919
  - Kiss György magyar szobrászművész, a magyar épület- és köztéri szobrászat egyik jeles képviselője (* 1852)
  - Frim Jakab gyógypedagógus, az első magyar, fogyatékosok számára épített nevelőintézet atyja (* 1852)
- 1937 – Wallace Carothers amerikai vegyész, feltaláló, a legnagyobb áttörést jelentő találmánya a nylon volt, melyet 1937 februárjában szabadalmaztatott a DuPont vállalat (* 1896)
- 1945
  - Antalffy-Zsiross Dezső orgonaművész, zeneszerző, karmester (* 1885)
  - Hermann Fegelein német katonatiszt, SS-tábornok, Eva Braun sógora (* 1906)
  - Szijj Bálint magyar kisgazda politikus, nemzetgyűlési képviselő, a felsőház örökös tagja (* 1868)
- 1951 – Ludwig Wittgenstein osztrák születésű angol filozófus (* 1889)
- 1957 – Szende Béla posztumusz Kossuth-díjas magyar gépészmérnök (* 1905)
- 1959 – Medgyaszay István magyar műépítész, szakíró (* 1877)
- 1966 – William Henry Eccles brit fizikus, a rádiós távközlés egyik úttörője, az elektronikában a dióda szó megalkotója (* 1875)
- 1971 – Pertis Jenő cigányprímás (* 1903)
- 1972 – Varga Gedeon kisgazdapárti politikus, országgyűlési képviselő (* 1894)
- 1978 – Theo Helfrich (Theodor Helfrich) német autóversenyző (* 1913)
- 1980 – Alfred Hitchcock angol születésű amerikai filmrendező (* 1899)
- 1986 – Temesszentandrási Guido magyar kohómérnök, a második világháborút megelőző időszak, és az azt követő évtizedek magyar kohászati iparának meghatározó egyénisége (* 1911).
- 1989 – Dombovári Ferenc magyar színész (* 1939)
- 1992 – Déri János magyar újságíró, televíziós szerkesztő-riporter (* 1951)
- 2006 – John Kenneth Galbraith kanadai születésű amerikai progresszív liberális közgazdász (* 1908)
- 2007 – Ivica Račan horvát politikus, volt kormányfő (* 1944)
- 2008 – Albert Hofmann svájci vegyész, az LSD atyja (* 1906)
- 2008 – Chuck Daigh amerikai autóversenyző (* 1923)
- 2010 – Avigdor Arikha francia-izraeli festő, grafikus, művészettörténész (* 1929)
- 2014 – Bob Hoskins Golden Globe-díjas és Oscar-díjra jelölt angol színész (* 1942)
- 2017 – Usztics Mátyás magyar színművész, rendező, szinkronszínész, a Magyar Gárda egyik alapítója. (* 1949)
- 2023 – Vágó István magyar műsorvezető, politikus (* 1949)

## Nemzeti ünnepek, emléknapok, világnapok
- 1982 óta a táncművészet világnapja, az 1727-ben született Jean G. Noverre francia balett-táncos, koreográfus, az egyetemes táncművészet megújítója születésnapján.